# Lumbricillus scoticus
Lumbricillus scoticus is een ringworm uit de familie van de Enchytraeidae. De wetenschappelijke naam van de soort is voor het eerst geldig gepubliceerd in 1926 door Elmhirst & Stephenson.